# Kevin Johansen
Kevin Johansen (Fairbanks, Alaska, 21 juni 1964) is een Amerikaans-Argentijnse zanger. Zijn muziek is een, vaak humoristische, vermenging van Latijns-Amerikaanse muziek en pop.

## Levensloop en loopbaan
Johansens leven gaat heen en weer tussen Noord- en Zuid-Amerika. Hij heeft een Amerikaanse vader en een Argentijnse moeder. Zijn vroege jeugd bracht hij vooral door in de San Francisco Bay Area, maar op zijn twaalfde verhuisde het gezin naar Buenos Aires. In de jaren negentig werkte hij als muzikant vooral in New York en later ging hij weer in Argentinië wonen. Ook zijn muziek is zowel door Amerikaanse pop als door Latijnse-Amerikaanse muziek beïnvloed: sommige van zijn nummers zijn ook populair in (alternatieve) tangosalons.
Johansen werd genomineerd voor een Grammy Award en voor diverse Latin Grammy Awards. Johansens album Sur o no sur werd genomineerd voor de Latin Grammy Awards, in de categorieën 'Beste album', 'Beste nummer' (voor La Procesión) en 'Beste videoclip' (ook voor La Procesión).
Johansen trad inmiddels op in Argentinië, België, Chili, Duitsland, Mexico, Spanje en de Verenigde Staten. Johansens vierde album Logo verscheen in 2007.